# Acacia pentaedra
Acacia pentaedra é uma espécie de leguminosa do gênero Acacia, pertencente à família Fabaceae.